# Duc pescador rogenc
El duc pescador rogenc (Scotopelia ussheri) és una espècie d'ocell de la família dels estrígids (Strigidae). Habita la selva humida de l'Àfrica Occidental, a Guinea, Sierra Leone, Libèria, Costa d'Ivori i Ghana. El seu estat de conservació es considera vulnerable.